# مرلين أزرق هندي-باسيفيكي
مرلين أزرق هندي-باسيفيكي (الاسم العلمي: Makaira mazara) (بالإنجليزية: Indo-Pacific blue marlin )‏ هو نوع من الأسماك يتبع جنس المرلين الأزرق من فصيلة الأسماك المرلينية.